# Trojan Dub Box Set
A Trojan Dub Box Set egy három lemezes dub válogatás.  1998-ban adta ki a Trojan Records kiadó.

## Számok

### CD 1
1. Sly & The Revolutionaries - Marijuana
2. The Roots Radics - Storming The Death Star
3. Gregory Isaacs - Public Eyes
4. The G.G. All Stars - Love Of Jah Jah Children
5. Tommy McCook & The Aggrovators - A Dancing Version
6. Scientist - Miss Know It All
7. Observer All Stars - Rebel Dance
8. The Upsetters - Dubbing Sandra
9. King Tubby - King Tubby's Conversation Dub
10. The Aggrovators - A Crabbit Version
11. Sly & The Revolutionaries - White Rum
12. The Roots Radics - Mission Impossible
13. Gregory Isaacs - Leggo Beast
14. The Velvet Shadows - Dubbin & Wailin
15. Observer All Stars - Rema Dub
16. The Upsetters - Long Time Dub
17. Tommy McCook & The Aggrovators - A Version I Can Feel With Love

### CD 2
1. King Tubby - King Tubby's Explosion Dub
2. Sly & The Revolutionaries - Cocaine
3. The Roots Radics - The Death Of Mr Spock
4. Gregory Isaacs - Nigger
5. The Jahlights - Right Road To Dubland
6. The Aggrovators - Jah Jah Dub
7. The Observers - Rasta Locks
8. The Upsetters - Dub Dat
9. Tommy McCook & The Aggrovators - The Gorgon Of Dubs & Horns
10. King Tubby - King Tubby's Patient Dub
11. Sly & The Revolutionaries - Black Ash
12. The Roots Radics - The Son Of Darth Vadar
13. Gregory Isaacs - Slum
14. The Aggrovators - Do You Dub
15. The G.G. All Stars - Mosquito Dub
16. The Observers - Dubbing With The Observer
17. The Thompson All Stars - Rock Me In Dub

### CD 3
1. The Upsetters - Freedom Dub
2. Tommy McCook & The Aggrovators - A Gigantic Dub
3. Sly & The Revolutionaries - Collie
4. Gregory Isaacs - Tam Tam
5. The Observers - Turntable Dub
6. Scientist - Scientist Ganja Dub
7. The Aggrovators - Dub On My Pillow
8. Sly & The Revolutionaries - Herb
9. The Roots Radics - The Alien Aborts
10. Gregory Isaacs - Leaving
11. The Lloyd's All Stars - Dread Dub
12. The Observers - Sir Niney's Rock
13. Tommy McCook & The Aggrovators - The Big Boss Of Dubs
14. The Upsetters - Dub So
15. King Tubby - King Tubby's Badness Dub
16. The Silvertones - African Dub

## Külső hivatkozások
- http://www.savagejaw.co.uk/trojan/trbcd002.htm Archiválva 2007. december 16-i dátummal a Wayback Machine-ben
- https://web.archive.org/web/20070912201908/http://www.roots-archives.com/release/3734/